# III. Kázmér lengyel király
III. Kázmér (Kowal, 1310. április 30. – Krakkó, 1370. november 5.) gyakran Nagy Kázmér (lengyelül: Kazimierz III Wielki), lengyel király 1333–1370 között, a Piast-dinasztia utolsó tagja a lengyel trónon. Luxemburgi Zsigmond magyar király és német-római császár dédapja, akinek még megérte a születését (1368).

## Élete

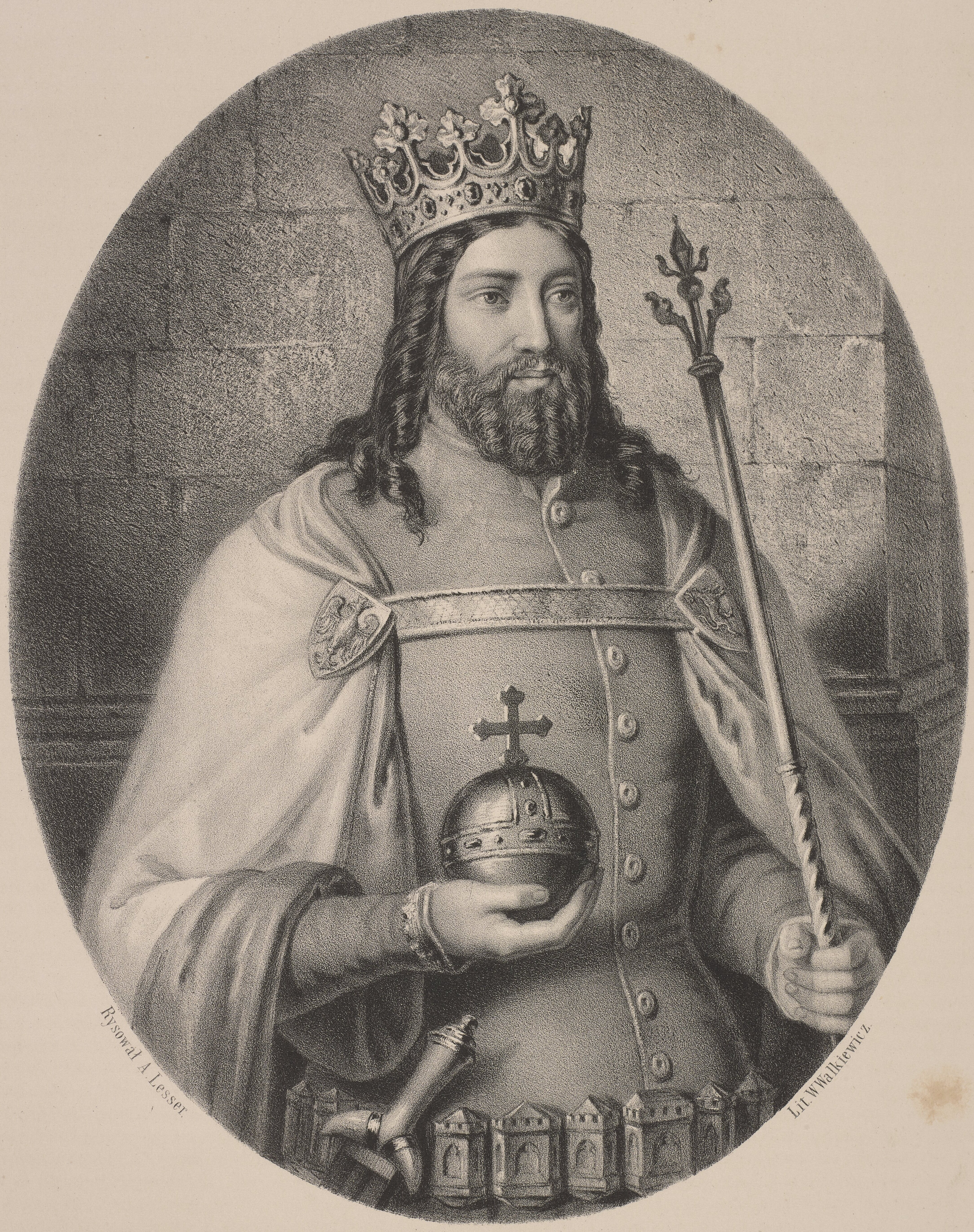
III. Kázmér elképzelt alakja Aleksander Lesser (1814–1884) portréján

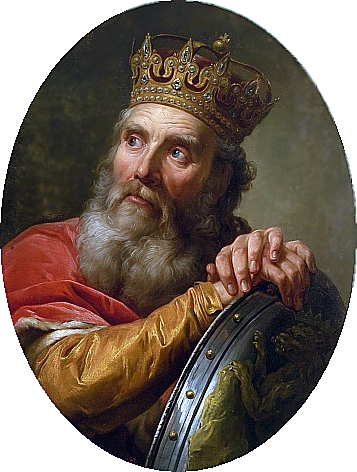
III. Kázmér elképzelt portréja Marcello Bacciarelli (1731–1818) festményén

Szülei I. (Kis) Ulászló lengyel király és Piast Hedvig kaliszi hercegnő, Jámbor Boleszláv és Árpád-házi Boldog Jolán lánya.
Nagy Kázmér 1325-ben Gediminas litván nagyfejedelem lányát, Aldonát vette el feleségül, aki felvette az Anna nevet. E házassággal biztosították a Lengyelország elleni litván rablóhadjáratok megszűnését, és a litván–lengyel szövetség létrejöttét.
Uralkodása elején sikerült lezárnia a még apja idejében kezdődött trónvitát a lengyel koronára szintén igényt tartó Luxemburgi János cseh királlyal sógora, Károly Róbert magyar király segítségével. Az 1335-ös visegrádi találkozójukon hármas szövetséget kötöttek az osztrák hercegek és a német-római császár ellen. A cseh király lemondott lengyel trónigényéről, Kázmér viszont Sziléziáról.
A trónöröklés kérdésében 1339-ben született megállapodás Károly Róbert és Kázmér között, miután Anna királyné fiúutód nélkül, váratlanul elhunyt. A megállapodás rögzítette, hogy amennyiben Kázmér törvényes fiúgyermekek nélkül hal meg, akkor a koronát Károly Róbert vagy a fia örökli azzal a feltétellel, hogy megpróbálja visszaszerezni Lengyelország számára a tengermelléket és a többi elvesztett lengyel területet. Ennek fejében Károly Róbert elismerte Kázmér igényét a halicsi területre, azzal a kikötéssel, hogy ha Kázmérnak mégis lenne utóda, akkor Magyarország azt megvásárolhatja tőle.
1342-ben egyezséget kötött a Német Lovagrenddel, és kisebb területek fejében lemondott Pomerániáról. Így a lovagrend szabad kezet kapott keleti terjeszkedéséhez, Kázmér pedig Litvánia ellen fordult.
Vadászat során lováról leesve lábtörést szenvedett, annak következtében halt meg hatvanéves korában.

## Életműve
Kázmér támogatta a lengyel városok fejlődését, adómentességet biztosított számukra, ösztönözte kereskedelmi tevékenységüket (például Biecz városáét) és ezek élénk kapcsolatokat építettek ki az északi-tengeri Hanza városokkal is.
1364-ben a krakkói egyetem alapítása indult meg, feltehetően ez annak a következménye volt, hogy Kázmér igyekezte magát jól képzett szakemberekkel, politikusokkal és diplomatákkal körülvenni.
Nagy Kázmér próbálta Krakkót gazdasági centrummá fejleszteni. Bevezette az egész Lengyelországra érvényes pénznemet, garast (lengyelül grosz, kiejtése 'gros'). Az ő nevéhez fűződik a szokásjogok jogrendbe gyűjtése is.
Nagy Kázmér volt a Piast-dinasztia utolsó királya Lengyelországban, de a Piastok még a különböző lengyel hercegségek élén továbbra is megőrizték befolyásukat a Lengyel Királyságban.

## Gyermekei
- 1. feleségétől, Anna (Aldona) litván nagyhercegnőtől (1309/10–1339), Gediminas litván nagyfejedelem lányától, Jagelló litván nagyfejedelem nagynénjétől, 2 leány:
  - Erzsébet (1326/34–1361) lengyel királyi hercegnő, férje V. Boguszláv pomerániai herceg (1318/19–1373), 2 gyermek:
    - Pomerániai Erzsébet (1347–1393), férje IV. Károly német-római császár (1316–1378), 5 gyermek, többek között:
      - Luxemburgi Zsigmond (1368–1437) a lengyel korona kijelölt örököse az akkori lengyel király, az apósa, I. Lajos magyar király által 1382-ben, magyar király és német-római császár, 1. felesége Mária (1371–1395) a lengyel korona kijelölt örököse az akkori lengyel király, az apja, Nagy Lajos által 1382-ben, magyar királynő, 1 fiú, 2. felesége Borbála cillei grófnő (1392–1451), 1 leány:
        - (2. házasságából): Luxemburgi Erzsébet (1409–1442) magyar, cseh és német királyi hercegnő, német-római császári hercegnő, férje, I. (V.) Albert (1397–1439) osztrák herceg, magyar, cseh és német király, 4 gyermek, többek között:
          - Habsburg Erzsébet (1437–1505) magyar és cseh királyi hercegnő, lengyel királyné és litván nagyhercegné, férje IV. Kázmér lengyel király (1427–1492), 13 gyermek, többek között:
            - Jagelló János Albert (1459–1501), I. János Albert néven lengyel király és litván nagyherceg, nem nősült meg, gyermekei nem születtek
            - Jagelló Sándor (1461–1506), I. Sándor néven lengyel király és litván nagyherceg, felesége Rurik Ilona moszkvai nagyhercegnő (1476–1513), gyermekei nem születtek
            - Jagelló Zsigmond (1467–1548), I. Zsigmond néven lengyel király és litván nagyherceg, 1. felesége Szapolyai Borbála (1495–1515), I. (Szapolyai) János későbbi magyar király húga, 2 leány, 2. felesége Sforza Bona milánói hercegnő (1495–1558), 6 gyermek+3 természetes gyermek

    - Pomerániai Kázmér (Kaźko) (1351–1377), nagyapja, III. Kázmér lehetséges örököse a lengyel trónon I. Lajos magyar király ellenében, 1368-ban nagyapja örökbe fogadta, IV. Kázmér néven pomerániai herceg, 1. felesége Johanna (Kenna) (1350–1368), Algirdas litván nagyfejedelem lánya, gyermekei nem születtek, 2. felesége Piast Margit mazóviai hercegnő (1358 előtt–1388/96), gyermekei nem születtek.[3]

  - Kunigunda (1335–1357) lengyel királyi hercegnő, férje VI. Lajos bajor herceg és brandenburgi őrgróf (1330–1365), IV. Lajos német-római császár fia, gyermekei nem születtek
- 2. feleségétől, Adelhaid (1323 után–1371) hesseni tartománygrófnőtől, II. Henriknek, Hessen tartománygrófjának a lányától, pápai hozzájárulás nélkül elváltak, a házasság gyermektelen maradt
- 3. feleségétől, Krisztina úrnőtől (1330–1364), Mikłusz Rokiczani özvegyétől, pápai hozzájárulás nélkül házasságuk érvénytelen volt, és az egyház szemében bigámiának számított, a házasság gyermektelen maradt
- 4. feleségétől, Piast Hedvig glogaui hercegnőtől (1350–1390),[4] III. Henrik glogaui herceg lányától, pápai hozzájárulás nélkül házasságuk érvénytelen volt, és az egyház szemében bigámiának számított, a házasságból három gyermek született, akiket V. Orbán pápa 1369. december 5-én törvényesített:
  - Anna (1366–1425) lengyel királyi hercegnő (1369), 1. férje I. Vilmos cillei gróf (1361/62–1392), 1 leány, 2. férje II. Ulrik tecki herceg (–1432), további gyermekek nem születtek, 1 leány az 1. házasságból:
    - (1. házasságából): Cillei Anna (1380/81–1416), Celje grófnője, lengyel királyné, férje II. Ulászló lengyel király (1351 körül–1434), 1 leány:
      - Jagelló Hedvig (1408–1431) lengyel királyi hercegnő, litván nagyhercegnő, a lengyel korona kijelölt örököse, nem ment férjhez, gyermekei nem születtek

  - Kunigunda (1367–1370) lengyel királyi hercegnő (1369)
  - Hedvig (1368–1407 után) lengyel királyi hercegnő (1371. október 11-én XI. Gergely pápa törvényesítette), férje N. N. (–1408 előtt)
- Ágyasától, Cudka úrnőtől, 3 fiú:
  - Niemierza (1342 után–1386 után) úr
  - Pełka (1342–1365) úr, felesége Anna, 2 fiú
  - János (1342 után–1383) úr
- Ágyasától, Eszterka krakkói zsidó úrnőtől, gyermekei nem születtek